# Ristanrekar
Ristanrekar (Oryzorictinae) är en underfamilj i familjen tanrekar. Med cirka 20 arter fördelade på tre släkten är ristanrekar den artrikaste gruppen i familjen.
Medlemmarna är jämförelsevis små och förekommer bara på Madagaskar. De når en kroppslängd mellan 4 och 17 centimeter (utan svans). I motsats till de flesta andra tanrekar har de ofta en lång svans som ibland är lika lång som övriga kroppen. Djurens päls är vanligen gråbrun med en ljusare undersida. Ristanrekar är köttätare och lever i olika habitat.
Underfamiljen består av tre släkten:
- Ristanrekar (Oryzorictes) med två arter, de gräver tunnlar under jorden och påminner om mullvadar.
- Långsvanstanrekar (Microgale) är med ungefär 18 arter det artrikaste släktet, de är särskilt små och liknar näbbmöss i utseende.
- Vattentanrek (Limnogale mergulus) lever i vattenansamlingar i östra Madagaskar och är bra anpassade för livet i vattnet.

Vissa zoologer räknar även arten långörad tanrek (Geogale aurita) till underfamiljen men främst listas den i en egen underfamilj, Geogalinae.